# Козлово (сельское поселение Паньково)
Козло́во — деревня в Старицком районе Тверской области. Относится к Паньковскому сельскому поселению. До 2006 года — в составе Новского сельского округа.
Расположена в 10 км к северо-востоку от районного центра Старица, на левом берегу Волги.
В 1997 году — 22 хозяйства, 28 жителей.
Летом в деревне живут около 100 человек.
| 2008 | 2010 |
| ---- | ---- |
| 18   | ↗30  |